# Omloop Het Volk 1970
L'Omloop Het Volk 1970, venticinquesima edizione della corsa, fu disputato il 28 febbraio 1970 per un percorso di 195 km. Fu vinto dal belga Frans Verbeeck, al traguardo in 4h52'00".

## Ordine d'arrivo (Top 10)
| Pos. | Corridore             | Squadra       | Tempo    |
| ---- | --------------------- | ------------- | -------- |
| 1    | Frans Verbeeck        | Geens-Watney  | 4h52'00" |
| 2    | Roger Rosiers         | Bic           | s.t.     |
| 3    | André Dierickx        | Flandria-Mars | s.t.     |
| 4    | Jos van der Vleuten   | Willem II     | s.t.     |
| 5    | Georges Pintens       | Dr. Mann      | s.t.     |
| 6    | Daniel Van Rijckeghem | Dr. Mann      | a 25"    |
| 7    | Eddy Merckx           | Faemino       | s.t.     |
| 8    | Roger De Vlaeminck    | Flandria-Mars | s.t.     |
| 9    | Willy Vekemans        | Hertekamp     | s.t.     |
| 10   | Christian Callens     | Dr. Mann      | s.t.     |